# صبا مبارک
صبا مبارک (عربی: صبا أحمد سليمان مبارك السيوف؛ زادهٔ ۱۰ آوریل ۱۹۷۶) بازیگر و تهیه‌کننده اهل کشور اردن است. وی از سال ۱۹۹۸ میلادی تاکنون مشغول فعالیت بوده است. از فیلم‌هایی که وی در آنها بازی کرده است می‌توان به فیلم امیره اشاره نمود.